# Hassan Manzoor
Hassan Manzoor, född den 15 januari 1952, är en pakistansk landhockeyspelare.
Han tog OS-brons i herrarnas landhockeyturnering i samband med de olympiska sommarspelen 1976 i Montréal.